# UFC 57
UFC 57: Liddell vs. Couture 3 è stato un evento di arti marziali miste tenuto dalla Ultimate Fighting Championship il 4 febbraio 2006 al Mandalay Bay Events Center di Las Vegas, Stati Uniti.

## Retroscena
L'evento ospita la prima grande trilogia tra campioni UFC, con la terza sfida tra Chuck Liddell e Randy Couture.
L'evento registro un nuovo record di entrate ai botteghini di 3.300.000$.
Dopo la sconfitta patita nel main match dell'evento Randy Couture annunciò il ritiro dall'attività agonistica, ritiro che durò poco più di un anno in quanto nel 2007 tornò a lottare e a vincere nell'UFC.

## Risultati

### Card preliminare
- Incontro categoria Pesi Mediomassimi:  Keith Jardine contro  Mike Whitehead

Jardine sconfisse Whitehead per decisione unanime (29–28, 29–28, 29–28).
- Incontro categoria Pesi Massimi:  Jeff Monson contro  Branden Lee Hinkle

Monson sconfisse Hinkle per sottomissione (strangolamento nord-sud) a 4:35 del primo round.
- Incontro categoria Pesi Massimi:  Paul Buentello contro  Gilbert Aldana

Buentello sconfisse Aldana per KO Tecnico (pugni) a 2:27 del secondo round.
- Incontro categoria Pesi Mediomassimi:  Alessio Sakara contro  Elvis Sinosic

Sakara sconfisse Sinosic per decisione unanime (29–25, 29–26, 29–26).

### Card principale
- Incontro categoria Pesi Welter:  Joe Riggs contro  Nick Diaz

Riggs sconfisse Diaz per decisione unanime (29–28, 30–27, 29–28).
- Incontro categoria Pesi Mediomassimi:  Renato Sobral contro  Mike van Arsdale

Sobral sconfisse van Arsdale per sottomissione (strangolamento da dietro) a 2:19 del primo round.
- Incontro categoria Pesi Massimi:  Frank Mir contro  Márcio Cruz

Cruz sconfisse Mir per KO Tecnico (pugni e gomitate) a 4:10 del primo round.
- Incontro categoria Pesi Massimi:  Brandon Vera contro  Justin Eilers

Vera sconfisse Eilers per KO (calcio alla testa e ginocchiata) a 1:22 del primo round.
- Incontro per il titolo dei Pesi Mediomassimi:  Chuck Liddell (c) contro  Randy Couture

Liddell sconfisse Couture per KO (pugni) a 1:28 del secondo round e mantenne il titolo dei pesi mediomassimi.